# Sphaeropoeus lugubris
Sphaeropoeus lugubris är en mångfotingart som först beskrevs av Carl Graf Attems 1932.  Sphaeropoeus lugubris ingår i släktet Sphaeropoeus och familjen Zephroniidae. Inga underarter finns listade i Catalogue of Life.